# Xiphocolaptes major
El trepador gigante (en Argentina y Paraguay) (Xiphocolaptes major), también denominado trepatroncos colorado, o trepatroncos castaño, es una especie de ave paseriforme de la familia Furnariidae, subfamilia Dendrocolaptinae, perteneciente al género Xiphocolaptes. Es nativa del centro sur de América del Sur.

## Distribución y hábitat
Se distribuye desde el centro norte de Bolivia y suroeste de Brasil, hacia el sur por el oeste de Paraguay, hasta el centro norte de Argentina.
Esta especie es considerada poco común en sus hábitats naturales: los bosques caducifolios, en galería y bosques chaqueños, algunas veces se aventuran fuera del bosque en árboles en clareras y campos adyacentes, hasta los 1500 metros de altitud.

## Descripción
Es muy grande, mide entre 27 y 34 cm de longitud y pesa entre 120 y 150 g (el macho) y entre 120 y 162 g (la hembra) (este es el mayor trepatroncos). De color casi todo castaño rojizo. Pico largo, pesado y un tanto curvo, grisáceo o color de cuerno. Es castaño rojizo intenso en las partes superiores, cabeza más clara y más amarronada, lores negruzcos. Las partes inferiores son castaño más claro, en algunos individuos, leve estriado en el pecho y barrado oscuro en el vientre.

## Comportamiento
Esta especie es llamativa pero nunca numerosa, y tiene territorios muy extensos, de modo que no es encontrado con frecuencia.

### Alimentación
Se alimenta sobre todo escalando troncos y ramas mayores; también suele bajar al suelo donde salta desgarbado y llega a revolver el follaje caído. Gracias a su pico robusto, consume presas de gran tamaño, como grandes artrópodos y caracoles arborícolas. Este pájaro ya fue visto comiendo una culebra de cerca de 40 cm de largo; otro individuo devoró un murciélago, aprovechando su reposo diurno.

### Vocalización
El canto, de largo alcance e inconfundible, es una serie algo descendiente de notas silbadas, bisilábicas, intercaladas con notas nasales y cacaréos.

## Sistemática

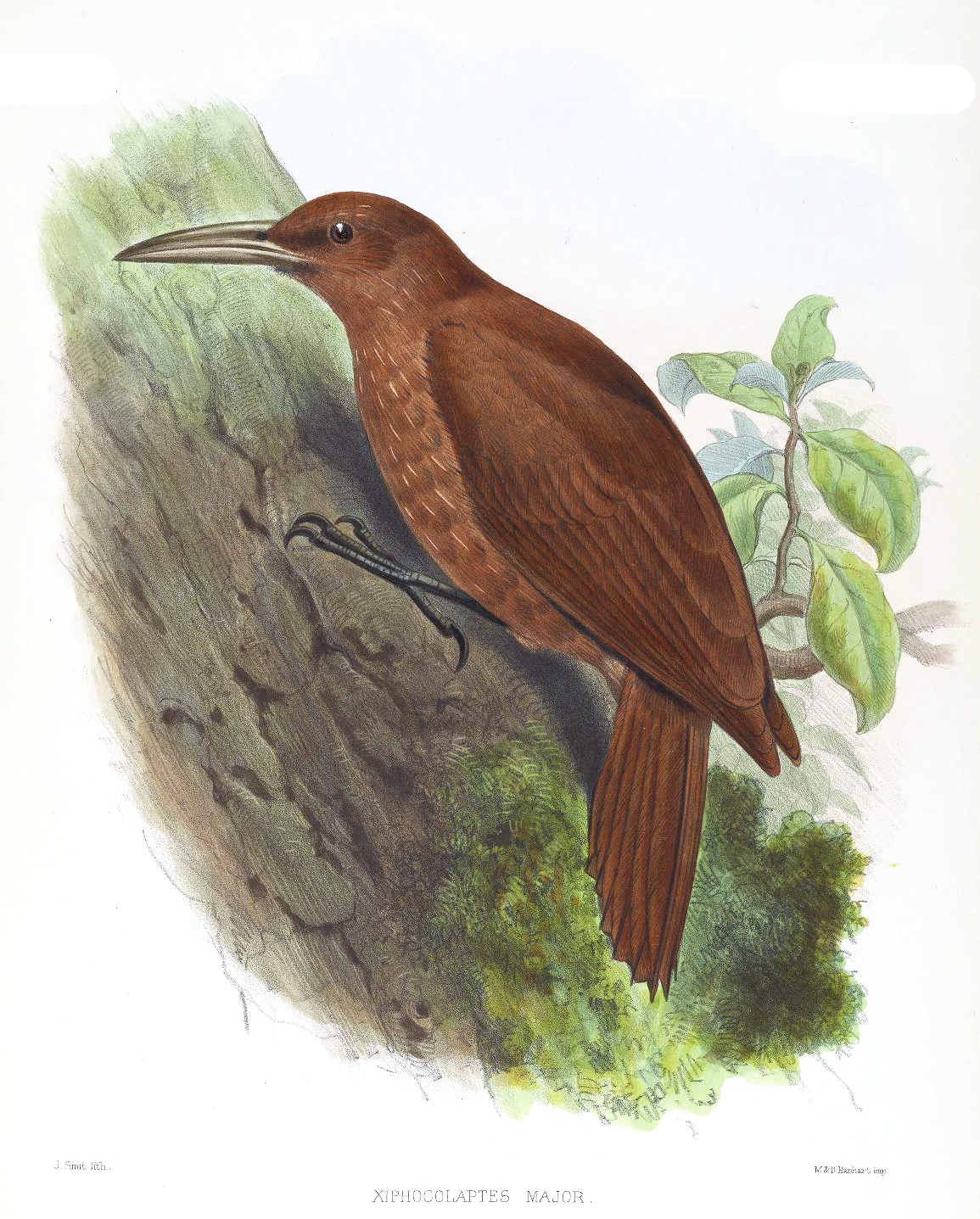
Xiphocolaptes major; ilustración de Smit, en Exotic ornithology: containing figures and descriptions of new or rare species of American bird, 1869.

### Descripción original
La especie X. major fue descrita por primera vez por el ornitólogo francés Louis Pierre Vieillot en 1818 bajo el nombre científico Dendrocopus major; su localidad tipo es: «Paraguay».

### Taxonomía
Las relaciones de esta especie permanecen inciertas; estudios filogenéticos recientes basados en la morfología sugieren una afiliación con Xiphocolaptes albicollis. La subespecie nominal y X. m. castaneus se cruzan en el norte de Argentina. Las variaciones individuales en el plumaje son posiblemente más marcadas que las variaciones geográficas.

### Subespecies
Según las clasificaciones del Congreso Ornitológico Internacional (IOC) y Clements Checklist/eBird v.2019 se reconocen cuatro subespecies, con su correspondiente distribución geográfica:
- Xiphocolaptes major castaneus Ridgway, 1890 – centro norte y este de Bolivia, suroeste de Brasil (Mato Grosso do Sul) y noroeste de Argentina (sureste de Jujuy, norte de Salta).
- Xiphocolaptes major estebani Cardoso da Silva, Novaes & Oren, 1991 – Tucumán, en el noroeste de Argentina.
- Xiphocolaptes major major (Vieillot, 1818) – Paraguay y norte de Argentina (Jujuy, Salta y Formosa hasta Córdoba y noreste de Santa Fe).
- Xiphocolaptes major remoratus Pinto, 1945 – suroeste de Mato Grosso, Brasil.